# Manhunter: New York
Manhunter: New York is een computerspel dat werd ontwikkel door Evryware en uitgegeven door Sierra On-Line. Het spel kwam in 1988 uit voor verschillende populaire homecomputers uit die tijd. Het spel speelt zich af in het jaar 2004. Het ras Orbs heeft de aarde overgenomen en iedereen tot slaaf gemaakt. Mensen mogen zich alleen nog maar in bruine gewaden kleden. Op praten in het openbaar staat een lijfstraf. Bovendien heeft elk mens een chip geïmplanteerd gekregen, voor het uitoefenen van gezag. De Orbs huren Manhunters om mensen zonder chip en andere criminelen te zoeken. De speler speelt zo'n Manhunter en zijn taak is een seriemoordenaar op te sporen in het oude New York. Al vrij snel wordt de speler meegesleurd in een groot complot.

## Platforms
| Platform   | Jaar |
| ---------- | ---- |
| Amiga      | 1988 |
| Apple II   | 1988 |
| Apple IIgs | 1988 |
| Atari ST   | 1988 |
| DOS        | 1988 |

## Ontvangst
| Beoordeeld door          | Platform | Datum            | Score |
| ------------------------ | -------- | ---------------- | ----- |
| Techtite                 | DOS      | 2000             | 80%   |
| Adventure Classic Gaming | DOS      | 21 augustus 2000 | 40%   |
| Just Games Retro         | DOS      | 27 februari 2007 | 31%   |